# Korona Kocich Gór
La Korona Kocich Gór és una cursa ciclista d'un dia polonesa que es disputa anualment als voltants de Trzebnica. Des del 2015 forma part de l'UCI Europa Tour.

## Palmarès
| Any  | Vencedor         | Segon          | Tercer          |
| ---- | ---------------- | -------------- | --------------- |
| 2013 | Błażej Janiaczyk |                |                 |
| 2014 | Wojciech Halejak | Arthur Detko   | Kamil Zieliński |
| 2015 | František Sisr   | Maroš Kováč    | Kamil Zieliński |
| 2016 | Mateusz Komar    | Łukasz Owsian  | Pawel Charucki  |
| 2017 | Łukasz Owsian    | Mateusz Komar  | Maciej Paterski |
| 2019 | Patryk Stosz     | Mateusz Grabis | Michał Podlaski |